# Chikkalaghatta, Chitradurga
Chikkalaghatta là một làng thuộc tehsil Chitradurga, huyện Chitradurga, bang Karnataka, Ấn Độ.